# Чемпионат мира по спортивному ориентированию 2014
Чемпионат мира по спортивному ориентированию 2014 года — 31-й по счету чемпионат мира, который прошёл с 5 по 13 июля в Азиаго и Лавароне (Италия).
Италия впервые будет принимать у себя чемпионат мира по спортивному ориентированию и чемпионат мира по точному ориентированию. Она уже имеет опыт организации чемпионатов мира по лыжному ориентированию 1984 и 1994 годов, по спортивному ориентированию среди ветеранов 2004 года, по спортивному ориентированию среди юниоров 2009 года, по велоориентированию 2011 года.

## Результаты

### Спринт
5 июля 2014

#### Мужчины
1. Сорен Бобах (Дания), 15:37.2[2]
2. Даниэль Хубман (Швейцария), 15:39.3
3. Тау Лассен (Дания) 15:41.4

#### Женщины
1. Джудит Видер (Швейцария), 15:32.0[3]
2. Туве Александерссон (Швеция), 15:43.9
3. Майя Альм (Дания), 15:45.7

### Длинная дистанция (Лонг)
9 июля 2014

#### Мужчины
1. Тьерри Жоржиу (Франция), 1:34:45
2. Даниэль Хубман (Швейцария), 1:36:12
3. Олав Лунданес (Норвегия), 1:37:09

#### Женщины
1. Светлана Миронова (Россия), 1:19:44
2. Туве Александерссон (Швеция), 1:20:15
3. Джудит Видер (Швейцария), 1:20:34